# Melaleucia obliquifasciata
Melaleucia obliquifasciata är en fjärilsart som beskrevs av George Francis Hampson 1896. Melaleucia obliquifasciata ingår i släktet Melaleucia och familjen trågspinnare. Inga underarter finns listade i Catalogue of Life.